# 아신스키군

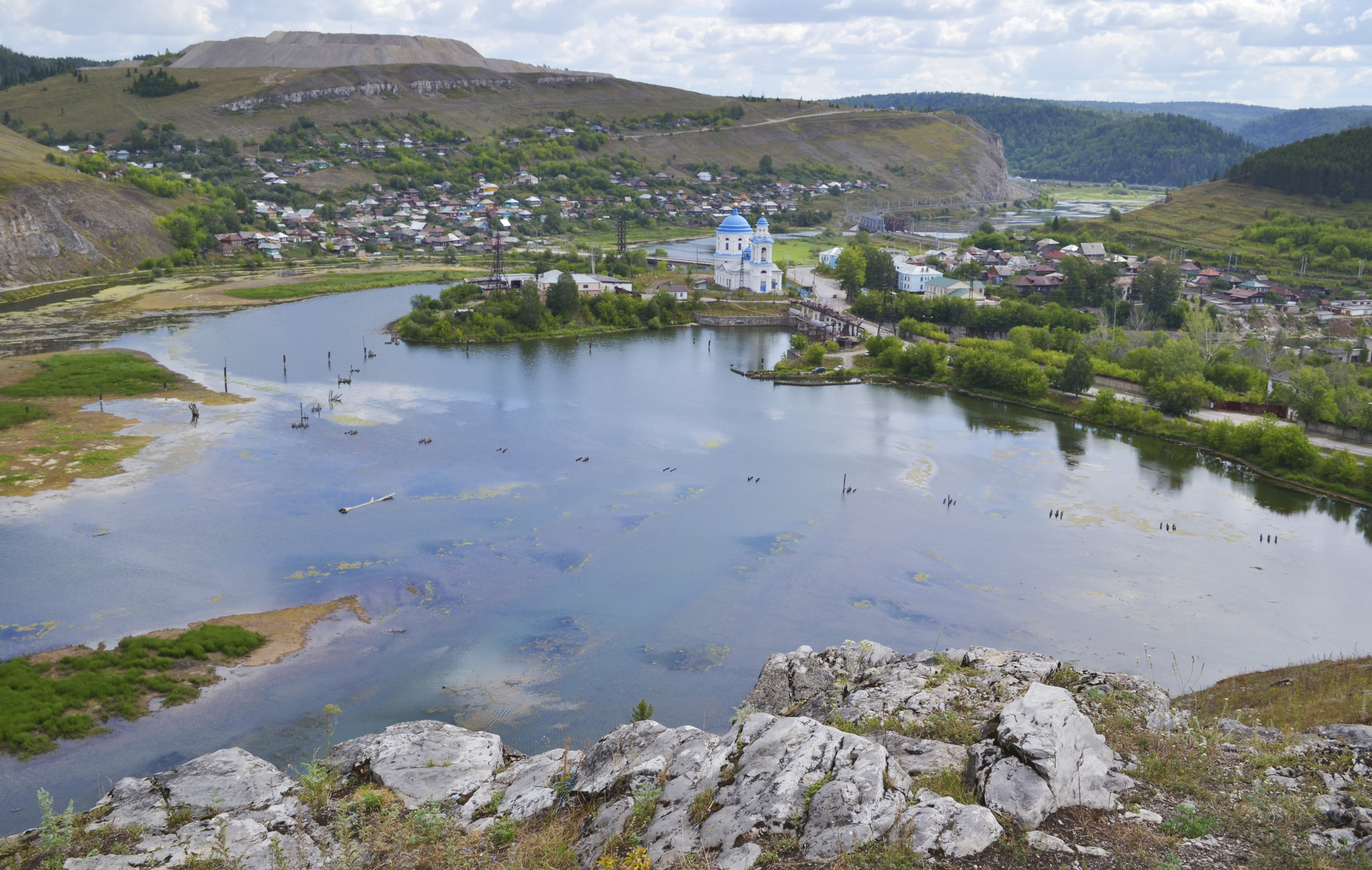

아신스키군(러시아어: Ашинский район 아신스키 라이온[*])은 첼랴빈스크주에 위치한 군이다. 군의 면적은 2792 km2이고 인구는 78,400명 (1995년)이다. 1963년에 설치되었다.
행정 중심지는 아샤이다. 아신스키 군에 위치한 또다른 2개의 도시로는 미니야르와 심이 있다. 또한 비얀스키 셀로, 예랄스키 셀로, 일렉스키 셀로, 페르보마이스키 셀로 등 5개의 마을이 위치해 있다.
일렉스키 셀로에는 스레테니야고스포드냐 교회(1820년대)가 위치해 있다.